# Shakespeare îndrăgostit
Shakespeare îndrăgostit (engleză: Shakespeare in Love) este un film din 1998, în regia lui John Madden, cu Joseph Fiennes și Gwyneth Paltrow în rolurile principale. A primit mai multe premii Oscar, printre care Premiul Oscar pentru cel mai bun film, Premiul Oscar pentru cel mai bun scenariu original și Premiul Oscar pentru cea mai bună actriță.
Scenariul filmului e opera unui foarte cunoscut autor dramatic britanic contemporan, Tom Stoppard, născut în 1937 în Cehoslovacia, care a rescris în cheie postmodernă Hamlet, "Rozencrantz și Guildestern sunt morți".

## Distribuție
- Gwyneth Paltrow - Viola de Lesseps
- Joseph Fiennes - William Shakespeare
- Geoffrey Rush - Philip Henslowe
- Colin Firth - Lord Wessex
- Ben Affleck - Ned Alleyn
- Judi Dench - Queen Elizabeth I
- Simon Callow - Edmund Tilney
- Jim Carter - Ralph Bashford
- Martin Clunes - Richard Burbage
- Antony Sher - Dr. Moth
- Imelda Staunton - Nurse
- Tom Wilkinson - Hugh Fennyman
- Mark Williams - Wabash
- Daniel Brocklebank - Sam Gosse
- Nicholas Le Prevost - Sir Robert de Lesseps
- Jill Baker - Lady de Lesseps
- Patrick Barlow - Will Kempe
- Joe Roberts - John Webster
- Rupert Everett - Christopher "Kit" Marlowe
- John Inman - Lady Capulet in play
- Sandra Reinton - Rosaline
- Paul Bigley - Peter

## Primire
Într-un sondaj din 1999 al Institutului Britanic de Film (British Film Institute - BFI) filmul a fost desemnat ca fiind al 49-lea cel mai bun dintr-o listă de 100 filme britanice.